# Marco Filippucci
Marco Filippucci (Marostica, 27 marzo 1986) è un ex rugbista a 15 italiano che giocava come terza linea.

## Biografia
Filippucci cresce nelle giovanili della Benetton Rugby Treviso con cui giocò in Super 10, in Pro 12 e in Heineken Cup. Ha partecipato al Sei Nazioni Under 21, e i Mondiali Under 19 in Sud Africa e Under 21 in Francia. Nel 2009 iniziò un'esperienza da allenatore nella giovanile under 16 del Benetton Treviso assieme al compagno di squadra Simon Picone.
Nel 2014 si trasferì nel Mogliano e vi rimase fino al 2017 quando si ritirò.

## Palmarès
- Campionati italiani: 2
Benetton Treviso: 2006-07, 2008-09
- Coppe Italia: 1
Benetton Treviso: 2009-10
- Supercoppe d'Italia: 1
Benetton Treviso: 2009